# Besse (Isère)
Besse település Franciaországban, Isère megyében. Lakosainak száma 153 fő (2022. január 1.). Besse La Grave, Saint-Jean-d’Arves, Saint-Sorlin-d’Arves, Clavans-en-Haut-Oisans és Mizoën községekkel határos.

## Népesség
A település népességének változása:
| Lakosok száma | 162  | 117  | 116  | 144  | 140  | 133  | 126  | 141  | 148  | 153  |
|               | 1968 | 1982 | 1990 | 2006 | 2013 | 2015 | 2017 | 2019 | 2020 | 2022 |